# Castle Bravo
Castle Bravo es el nombre clave de la mayor explosión nuclear realizada por los Estados Unidos durante la Operación Castle. La bomba, de tipo termonuclear, medía 4,56 m de largo por 1,37 m de diámetro.
El dispositivo, de nombre clave "The Shrimp" (El Camarón) fue construido de manera sencilla (es decir, su estructura no fue tan complicada como la de Ivy Mike).
La cabina, en donde se encontraba el dispositivo, se ubicaba en el atolón de Bikini (Islas Marshall).
Castle Bravo fue detonada el 28 de febrero de 1954 (Horario Mundial), y tuvo una potencia de 15 megatones, más de tres veces el rendimiento estimado en su diseño. Esto dio lugar a una contaminación radiológica que se extendió a las islas cercanas (incluyendo los habitantes y los soldados de EE. UU. estacionados allí), así como un barco de pesca japonés (Daigo Fukuryu Maru), resultando en una muerte directa y continuos problemas de salud para muchas de las personas expuestas. La reacción del público a las pruebas y la concienciación de los efectos a largo plazo de las secuelas nucleares se ha atribuido como parte de la motivación para el Tratado de prohibición parcial de los ensayos nucleares de 1963.
El incidente permitió investigar los efectos en la salud de las poblaciones locales de distintos tipos de contaminación radiactiva, así como las distintas patologías que afectaron a esas personas, incluyendo niños, mujeres, y los nacidos posteriormente.

## Diseño de la Bomba

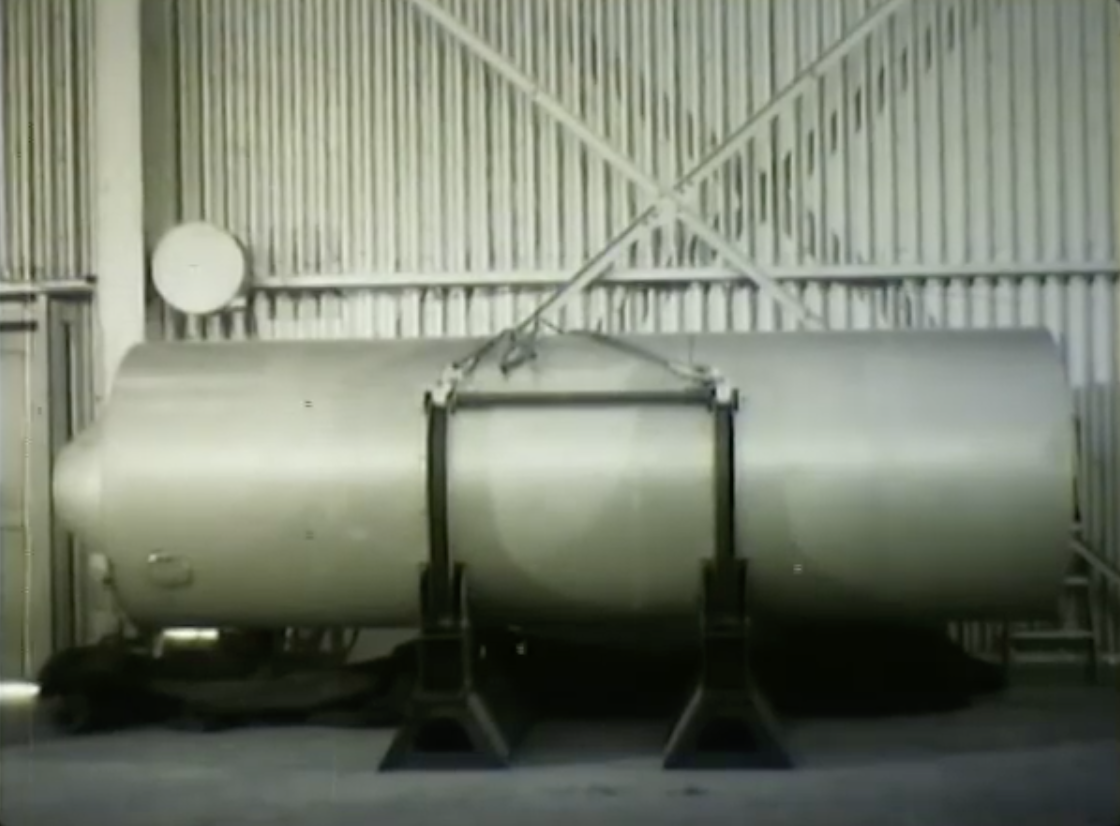
El SHRIMP poco antes de la instalación en su cabina de tiro.

### El sistema primario
El dispositivo  Castle Bravo  estaba alojado en un cilindro que pesaba 23 500 libras (10,7 t) y medía 179,5 pulgadas (4,6 m) de longitud y 53,9 pulgadas (1,4 m) de diámetro.
El dispositivo principal era una bomba atómica "COBRA" reforzada con gas deuterio-tritio fabricada por el Laboratorio Nacional de Los Álamos, un dispositivo MK 7 muy compacto. Este dispositivo de fisión potenciado se probó en el evento Operación Upshot Knothole Climax y produjo 61 kt (dentro del rango de rendimiento esperado de 50-70 kt) . Se consideró lo suficientemente exitoso como para cancelar la serie de operaciones planeadas "Domino", diseñada para explorar la misma pregunta sobre un primario adecuado para bombas termonuclear, podría cancelarse. : 197  El sistema de implosión era bastante ligero en 900 lb (408,2 kg), porque eliminó la carcasa de empuje de aluminio alrededor del sabotaje. y usó las lentes de anillo más compactas, una característica de diseño compartida con los diseños Mark 5, 12, 13 y 18. El material explosivo de las cargas internas en el MK 7 se cambió al más poderoso Cyclotol 75/25, en lugar de la Composición B utilizada en la mayoría de las bombas almacenadas en ese momento, ya que Cyclotol 75/25 fue más densa que la Composición B y, por lo tanto, podría generar la misma cantidad de fuerza explosiva en un volumen más pequeño (proporcionó un 13 por ciento más de energía de compresión que la Comp B).El núcleo compuesto de uranio-plutonio "COBRA" se hizo levitar en un pozo tipo D.  COBRA  fue el producto más reciente del trabajo de diseño de Los Álamos sobre los "nuevos principios" del núcleo hueco. : 196  Un revestimiento de cobre encerrado dentro de la cápsula interna de plutonio de grado armamentista evitó la difusión del gas DT en plutonio, una técnica probada por primera vez en  Invernadero . : 258  El módulo ensamblado pesó 1840 lb (834,6 kg), midiendo 30,5 plg (77,5 cm) a lo largo. Estaba ubicado al final del dispositivo, que, como se ve en la película desclasificada, muestra un pequeño cono que se proyecta desde la caja balística. Este cono es la parte del paraboloide que se utilizó para enfocar la radiación que emana del primario al secundario.

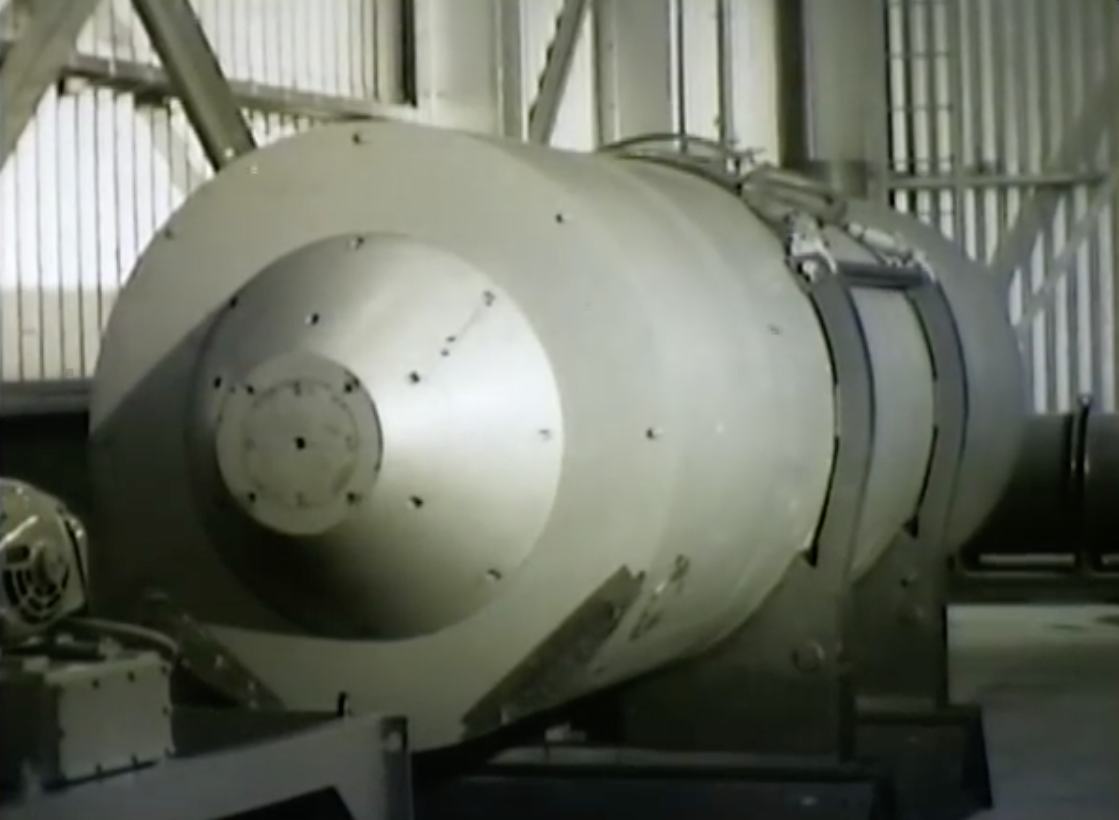
Proyección parabólica de SHRIMP

### Deuterio y litio
El dispositivo se llamaba  'SHRIMP'  y tenía la misma configuración básica (implosión por radiación) que el dispositivo húmedo  Ivy Mike , excepto con un tipo diferente de fusión. SHRIMP utilizó deuteruro de litio (LiD), que es sólido a temperatura ambiente;  Ivy Mike  usó criogénico líquido deuterio (D  2 ), que requirió un elaborado equipo de enfriamiento. "Castle Bravo" fue la primera prueba de los Estados Unidos de un entregable práctico bomba de fusión, a pesar de que el TX-21 como probado en el evento Bravo no fue armado. La exitosa prueba dejó obsoleto el diseño criogénico utilizado por  Ivy Mike  y su derivado armado, la JUGHEAD, que estaba programada para ser probada como la inicial  Castle Yankee . También utilizó una caja balística de aluminio 7075 de 9,5 cm de grosor. El aluminio se utilizó para reducir drásticamente el peso de la bomba y, al mismo tiempo, proporcionó suficiente tiempo de confinamiento de radiación para aumentar el rendimiento, una desviación de la pesada carcasa de acero inoxidable (304L o MIM 316L) empleada por los proyectos de armas contemporáneos. : 54  : 237 
El  SHRIMP  era al menos en teoría y en muchos aspectos críticos idéntico en geometría a la RUNT y  RUNT II dispositivos luego se probaron en Castle Romeo y Castle Yankee respectivamente. Sobre el papel, era una versión reducida de estos dispositivos, y sus orígenes se remontan a la primavera y el verano de 1953. La Fuerza Aérea de los Estados Unidos indicó la importancia de las armas termonucleares más ligeras para el lanzamiento de B-47 Stratojet y B-58 Hustler. El Laboratorio Nacional de Los Álamos respondió a esta indicación con una versión enriquecida de seguimiento del  RUNT  reducido a un sistema de implosión de radiación a escala 3/4 llamado el  CAMARÓN . La reducción de peso propuesta (de TX-17's 42 000 libras (19 050,9 kg) a TX-21's 25 000 libras (11 339,8 kg)) proporcionaría a la Fuerza Aérea un entregable mucho más versátil bomba de gravedad. : 237  La versión final probada en  Castle  usó litio parcialmente enriquecido como combustible de fusión. El litio natural es una mezcla de litio-6 y litio-7 isótopos de litio (con un 7,5% del primero). El litio enriquecido utilizado en  Bravo  era nominalmente 40% de litio-6 (el resto era el mucho más común litio-7, que se suponía incorrectamente que era inerte). Las babosas de combustible variaron en enriquecimiento de 37 a 40% en 6Li, y las babosas con menor enriquecimiento se colocaron al final de la cámara de fusión-combustible, lejos de la primaria. Los niveles más bajos de enriquecimiento de litio en las balas de combustible, en comparación con la "RELOJ DE ALARMA" y muchas armas de hidrógeno posteriores, se debieron a la escasez de litio enriquecido en ese momento, como la primera de las  Plantas de Desarrollo de Aleaciones  (ADP) comenzaron a producir en el otoño de 1953. : 208  El volumen de combustible LiD utilizado fue aproximadamente el 60% del volumen de llenado de combustible de fusión utilizado en los dispositivos "SALCHICHA" húmeda y seca "RUNT I" y "II", o aproximadamente 500 litros (132,1 galAm), correspondiente a unos 400 kg de deuteruro de litio (ya que el LiD tiene una densidad de 0,78201 g / cm  3 ).: 281  La mezcla costaba alrededor de 4,54 USD / g en ese momento. La eficiencia de combustión por fusión fue cercana al 25,1%, la mayor eficiencia alcanzada de la primera generación de armas termonucleares. Esta eficiencia está muy dentro de las cifras dadas en una declaración de noviembre de 1956, cuando un funcionario del DOD reveló que se habían probado dispositivos termonucleares con eficiencias que van desde el 15% hasta aproximadamente el 40%. : 39  Hans Bethe declaró de forma independiente que la primera generación de armas termonucleares tenía eficiencias (de fusión) que variaban desde tan solo un 15% hasta aproximadamente un 25%.
La combustión termonuclear produciría (como el combustible de fisión en el primario) pulsaciones (generaciones) de neutrones de alta energía con una temperatura promedio de 14 MeV a través del ciclo de Jetter.

#### Ciclo de Jetter
El ciclo de Jetter es una combinación de reacciones que implican litio, deuterio y tritio. Consume Litio-6 y deuterio, y en dos reacciones (con energías de 17,6 MeV y 4,8 MeV, mediadas por un neutrón y tritio) produce dos partículas alfa.. : 4 
La reacción produciría neutrones de alta energía con 14 MeV, y su neutronicidad se estimó en ≈0,885 (para un criterio de Lawson de ≈1,5)..

#### Tal vez tritio adicional para alto rendimiento
Como  SHRIMP , junto con  RUNT I  y  ALARM CLOCK , iban a ser disparos de alto rendimiento necesarios para asegurar la “capacidad de emergencia”, su combustible de fusión puede haber sido enriquecido con tritio adicional, en forma de 6LiT. : 236  Todos los neutrones de alta energía de 14 MeV causarían fisión en la fusión de uranio envuelta alrededor del secundario y la varilla de plutonio de la bujía. Se esperaba que la proporción de átomos de deuterio (y tritio) quemados por neutrones de 14 MeV generados por la quema variara de 5: 1 a 3: 1, una estandarización derivada de  Mike , mientras que para estas estimaciones, la proporción de 3: 1 se utilizó predominantemente en ISRINEX. La neutronicidad de las reacciones de fusión aprovechadas por el sabotaje de fusión aumentaría drásticamente el rendimiento del dispositivo.

### Unidad indirecta de SHRIMP

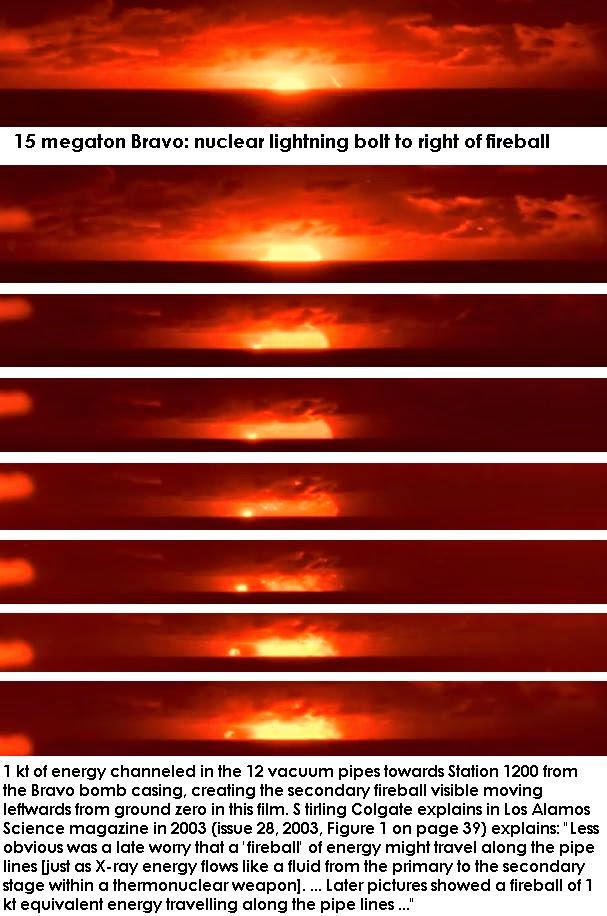
De manera similar a las tuberías anteriores llenas de una presión parcial de helio, como se usó en la prueba Ivy Mike de 1952, la prueba Castle Bravo de 1954 también fue fuertemente instrumentada con Tubos de línea de visión (LOS), para definir y cuantificar mejor el tiempo y las energías de los rayos X y los neutrones producidos por estos primeros dispositivos termonucleares. Uno de los resultados de este trabajo de diagnóstico resultó en esta representación gráfica del transporte de rayos X energéticos y neutrones a través de una línea de vacío, de unos 2,3 km de longitud, tras lo cual calentó materia sólida en el fortín "estación 1200" y generó así una línea secundaria. bola de fuego.

Unido a la caja balística cilíndrica había un revestimiento de uranio natural, la caja de radiación, que tenía unos 2,5 cm de grosor. Su superficie interna estaba revestida con un revestimiento de cobre que tenía aproximadamente 240 μm de espesor, y estaba hecho de una lámina de cobre de 0,08 μm de espesor, para aumentar el albedo general del hohlraum. El cobre posee excelentes propiedades reflectantes y su bajo costo, en comparación con otros materiales reflectantes como el oro, lo hizo útil para armas de hidrógeno producidas en masa. Hohlraum albedo es un parámetro de diseño muy importante para cualquier configuración de confinamiento inercial. Un albedo relativamente alto permite un mayor acoplamiento entre etapas debido a los ángulos azimutales y latitudinales más favorables de la radiación reflejada. El valor límite del albedo para materiales de alto -  Z  se alcanza cuando el espesor es de 5 a 10 g/(cm2 ), o de 0,5 a 1,0 trayectos libres. Por lo tanto, un hohlraum hecho de uranio mucho más grueso que un camino libre de uranio sería innecesariamente pesado y costoso. Al mismo tiempo, la anisotropía angular aumenta a medida que se reduce el número atómico del material dispersor. Por lo tanto, los revestimientos hohlraum requieren el uso de cobre (o, como en otros dispositivos, oro o aluminio), ya que la probabilidad de absorción aumenta con el valor de (Z  eff ) del esparcidor. Hay dos fuentes de rayos X en el hohlraum: la irradiancia primaria, que es dominante al principio y durante el aumento del pulso; y la pared, que es importante durante la meseta de la temperatura de radiación requerida (T  r ). El primario emite radiación de una manera similar a una bombilla de flash, y el secundario necesita una  T  (D  r ) constante para implosionar adecuadamente. Esta temperatura de pared constante está dictada por los requisitos de presión de ablación para impulsar la compresión, que se encuentran en promedio en aproximadamente 0,4 keV (fuera de un rango de 0,2 a 2 keV)., correspondiente a varios millones de kelvin. La temperatura de la pared dependía de la temperatura del núcleo primario (pozo (arma nuclear) que alcanzó un máximo de aproximadamente 5,4 keV durante la fisión impulsada..: 9 : 1–11  La temperatura final de la pared, que corresponde a la energía de los rayos X reradiados por la pared al empujador del secundario, también desciende debido a las pérdidas del propio material hohlraum. Uranio natural clavos, revestidos en la parte superior de la cabeza con cobre, unían la caja de radiación a la caja balística. Los clavos se atornillaron en formaciones verticales en una configuración de doble cizallamiento para distribuir mejor las cargas de cizallamiento. Este método de sujetar la carcasa de radiación a la carcasa balística se utilizó por primera vez con éxito en el dispositivo "Ivy" "Mike". La caja de radiación tenía un extremo parabólico, que albergaba la  COBRA  primaria que se empleó para crear las condiciones necesarias para iniciar la reacción de fusión, y su otro extremo era un cilindro, como también se ve en la película desclasificada de Bravo.
El espacio entre el "sabotaje de fusión" de uranio, y la caja formó un canal de radiación para conducir rayos X desde el ensamblaje primario al secundario; la interetapa. Es uno de los secretos mejor guardados de un arma termonuclear multietapa. La implosión del ensamblaje secundario es impulsada indirectamente, y las técnicas utilizadas en la interetapa para suavizar el perfil espacial (es decir, reducir la coherencia y las faltas de uniformidad) de la irradiancia del primario son de suma importancia. Esto se hizo con la introducción del "relleno de canal", un elemento óptico utilizado como medio refractivo,: 279  también se encuentra como "placa de fase aleatoria" en los conjuntos de láser ICF. Este medio era un relleno de espuma plástica de poliestireno, extruido o impregnado con un hidrocarburo de bajo peso molecular (posiblemente gas metano), que se convirtió en un plasma de bajo -  Z  de los rayos X, y junto con la radiación de canalización moduló el frente de ablación en las superficies de alta Z; se "apisonó" el efecto sputtering que de otro modo "ahogaría" la radiación al comprimir el secundario. Los rayos X reemitidos de la caja de radiación deben depositarse uniformemente en las paredes exteriores del sabotaje del secundario y eliminarlo externamente, impulsando la cápsula de combustible termonuclear (aumentando la densidad y la temperatura del combustible de fusión) hasta el punto necesario para sostener una temperatura termonuclear. reacción.: 438–454  (ver Diseño de armas nucleares). Este punto está por encima del umbral donde el combustible de fusión se volvería opaco a la radiación que emite, según se determina a partir de su Opacidad de Rosseland, lo que significa que la energía generada equilibra la energía perdida en las proximidades del combustible (como radiación, pérdidas de partículas). Después de todo, para que cualquier sistema de armas de hidrógeno funcione, este equilibrio de energía debe mantenerse a través del equilibrio de compresión entre el sabotaje de fusión y la bujía (ver más abajo), de ahí su nombre  supers de equilibrio ..: 185 
Dado que el proceso ablativo tiene lugar en ambas paredes del canal de radiación, una estimación numérica realizada con ISRINEX (un programa de simulación de explosión termonuclear) sugirió que el tamper de uranio también tenía un espesor de 2.5 cm, por lo que se aplicaría una presión igual a ambas paredes del hohlraum. El efecto de cohete sobre la superficie de la pared del pisón creado por la ablación de sus varias capas superficiales obligaría a una masa igual de uranio que descansaba en el resto del pisón a acelerar hacia adentro, implosionando así el núcleo termonuclear. Al mismo tiempo, el efecto de cohete sobre la superficie del hohlraum obligaría a la caja de radiación a acelerar hacia afuera. El caso balístico confinaría el caso de radiación explosiva durante el tiempo que fuera necesario. El hecho de que el material manipulado fuera uranio enriquecido en 235U se basa principalmente en los fragmentos finales de la reacción de fisión detectados en el análisis radioquímico, que mostró de manera concluyente la presencia de 235U, hallado por los japoneses en los escombros de los disparos.: 282  Todas las armas termonucleares de primera generación (MK-14, 16, 17, 21, 22 y 24) utilizaron manipuladores de uranio enriquecidos al 37,5% 235U .: 16  La excepción a esto fue la MK-15 ZOMBIE que utilizó una chaqueta de fisión enriquecida al 93,5%.

### El ensamblaje secundario

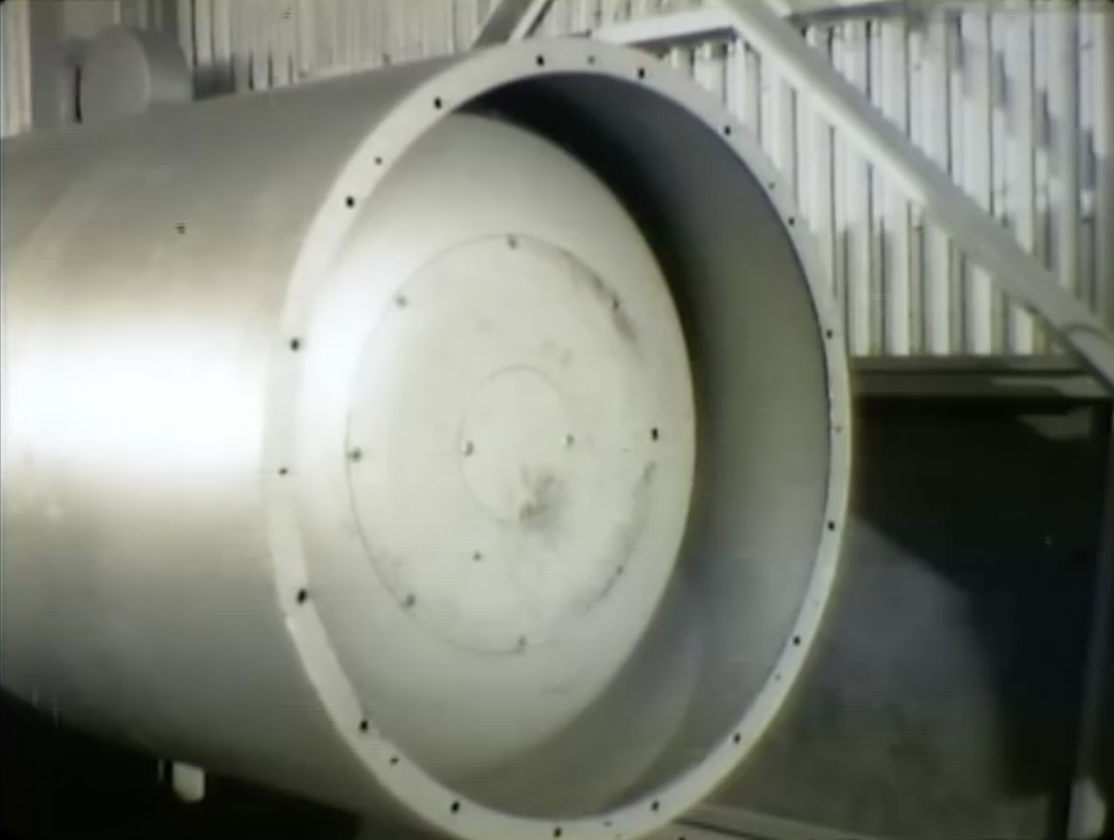
SHRIMP extremo cilíndrico

El ensamblaje secundario era el componente "CAMARÓN" real del arma. El arma, como la mayoría de las armas termonucleares contemporáneas en ese momento, llevaba el mismo nombre en clave que el componente secundario. El secundario estaba situado en el extremo cilíndrico del dispositivo, donde su extremo estaba bloqueado a la caja de radiación mediante un tipo de mortaja y espiga junta. El hohlraum en su extremo cilíndrico tenía un saliente interno, que anidaba el secundario y tenía mejor resistencia estructural para soportar el conjunto del secundario, que tenía la mayor parte de la masa del dispositivo. Una visualización de esto es que la articulación se parecía mucho a una tapa (la secundaria) encajada en un cono (la proyección de la caja de radiación). Cualquier otra estructura de soporte importante interferiría con la transferencia de radiación del comportamiento vibratorio primario al secundario y complejo. Con esta forma de junta que soporta la mayor parte de las cargas estructurales del secundario, este último y el conjunto hohlraum-caso balístico se comportan como una sola masa que comparte modos propios comunes. Para reducir la carga excesiva de la articulación, especialmente durante el despliegue del arma, la sección delantera de la secundaria (es decir, la explosión térmica / escudo térmico) se ancló a la carcasa de radiación mediante un conjunto de cables delgados, que también alinearon la línea central de la secundaria con la primaria, ya que disminuyeron las cargas de flexión y torsión en la secundaria, otra técnica adoptada de la SAUSAGE.: 438–454  El conjunto secundario era un cono truncado alargado. Desde su parte delantera (excluyendo el escudo contra el calor de explosión) hasta su sección de popa, se estrechó abruptamente. La reducción se utilizó por dos razones. Primero, la radiación cae por el cuadrado de la distancia, por lo que el acoplamiento de radiación es relativamente pobre en las secciones posteriores del secundario. Esto hizo que el uso de una masa mayor del entonces escaso combustible de fusión en el extremo trasero del conjunto secundario fuera ineficaz y el diseño general fuera un desperdicio. Esta fue también la razón por la que las babosas de combustible de fusión menos enriquecidas se colocaron muy atrás de la cápsula de combustible. En segundo lugar, como el primario no podría iluminar toda la superficie del hohlraum, en parte debido a la gran longitud axial del secundario, los ángulos sólidos relativamente pequeños serían efectivos para comprimir el secundario, lo que conduciría a un enfoque deficiente de la radiación. Al estrechar el secundario, el hohlraum podría tener la forma de un cilindro en su sección de popa obviando la necesidad de mecanizar la caja de radiación en una parábola en ambos extremos. Este enfoque de radiación optimizado permitió una línea de producción optimizada, ya que era más barato, rápido y fácil fabricar una caja de radiación con un solo extremo parabólico. La reducción en este diseño fue mucho más pronunciada que la de sus primos, la  RUNT , y la  RELOJ DE ALARMA . El ahusamiento del "CAMARÓN" y su montaje en el hohlraum aparentemente hizo que todo el conjunto secundario se asemejara al cuerpo de un camarón. La longitud de la secundaria está definida por los dos pares de tubos de diagnóstico de color oscuro  puntos calientes  conectados a la sección central e izquierda del dispositivo. Estas secciones de tubería tenían 8 pulgadas (20,3 cm) de diámetro y 40 pies (12,2 m) de largo y estaban soldadas a tope de extremo a extremo a la carcasa balística que conducía a la parte superior de la cabina de tiro. Llevarían la luz de la reacción inicial hasta el conjunto de 12 torres de espejos construidas en un arco en la isla de disparo 1 acre artificial creada para el evento. Desde esos tubos, los espejos reflejarían la luz de la bomba temprana desde la carcasa de la bomba a una serie de cámaras remotas de alta velocidad, de modo que Los Álamos podría determinar tanto la simultaneidad del diseño (es decir, el intervalo de tiempo entre disparo del primario y encendido del secundario) y la velocidad de combustión termonuclear en estas dos áreas cruciales del dispositivo secundario. : 63 : 229 .
Este dispositivo de ensamblaje secundario contenía el combustible de fusión deuteruro de litio en un recipiente de acero inoxidable. Corriendo hacia el centro de la secundaria había una varilla cilíndrica hueca de 1,3 cm de espesor de plutonio, anidada en el recipiente de acero. Esta era la "bujía", un dispositivo de fisión potenciado con tritio. Estaba ensamblado por anillos de plutonio y tenía un volumen hueco en el interior que medía aproximadamente 0,5 cm de diámetro. Este volumen central estaba revestido con cobre, que al igual que el revestimiento del núcleo fisionable de la primaria, impedía la difusión del gas DT en el plutonio. La carga de impulso de la bujía contenía aproximadamente 4 gramos de tritio y, al implosionar junto con la compresión del secundario, se programó para detonar por las primeras generaciones de neutrones que llegaron del primario. El tiempo se definió por las características geométricas de la bujía (su radio anular sin comprimir), que detonó cuando su criticidad, o (K  eff ) trascendido 1. Su propósito era comprimir el material de fusión a su alrededor desde su interior, aplicando igualmente presión con el pisón. El factor de compresión del combustible de fusión y su energía de compresión adiabática determinaron la energía mínima requerida para que la bujía contrarrestara la compresión del combustible de fusión y el impulso del pisón. La bujía pesaba alrededor de 18 kg y su encendido inicial produjo 0.6 kt. Entonces sería completamente fisionada por los neutrones de fusión, contribuyendo aproximadamente 330 kt al rendimiento total. La energía requerida por la bujía para contrarrestar la compresión del combustible de fusión fue menor que el rendimiento del primario porque el acoplamiento de la energía del primario en el hohlraum se acompaña de pérdidas debido a la diferencia entre la bola de fuego de rayos X y las temperaturas del hohlraum. Los neutrones entraron al ensamblaje por un pequeño orificio. a través de los 28 cm de grosor 238U escudo de explosión-calor. Se colocó frente al conjunto secundario frente al primario. Al igual que en el conjunto de la cápsula de fusión-manipulación, el escudo tenía la forma de un tronco circular, con su pequeño diámetro hacia el lado del primario, y con su diámetro grande bloqueado por un tipo de mortaja y espiga junta al resto del montaje secundario. El conjunto escudo-sabotaje se puede visualizar como una circular bifrustum. Todas las partes del sabotaje se bloquearon juntas de manera similar para proporcionar soporte estructural y rigidez al conjunto secundario. Rodeando el conjunto de fusión-combustible-bujía estaba el uranio sabotaje con un espacio de aire de separación de aproximadamente 0,9 cm de ancho que debía aumentar el impulso del sabotaje, una levitación técnica utilizada ya Operación Sandstone y citado por Ted Taylor como "impacto de martillo en el clavo". Dado que también había preocupaciones técnicas de que el material de manipulación de alta -  Z  se mezclara rápidamente con el combustible de fusión de densidad relativamente baja - lo que provocaría pérdidas de radiación inaceptablemente grandes - la brecha de separación también actuó como un amortiguador para mitigar los inevitables y indeseable  mezcla de Taylor .

### Uso de Boro
El boro se utilizó en muchos lugares de este sistema seco; Tiene una sección transversal alta para la absorción de neutrones lentos, cuya fisión del 235U y del 239Pu pero una sección transversal baja para la absorción de neutrones rápidos, que la fisión 238U Debido a esta característica, ¹⁰ B depositado sobre la superficie de la etapa secundaria evitaría la predetonación de la  bujía  por neutrones perdidos del primario sin interferir con la posterior fisión de la del sabotaje de fusión que envuelve el secundario. El boro también jugó un papel en el aumento de la presión del plasma de compresión alrededor del secundario al bloquear el efecto de pulverización catódica, lo que condujo a una mayor eficiencia termonuclear. Debido a que la espuma estructural que mantiene el secundario en su lugar dentro de la carcasa se dopó con ¹⁰ B, y libero 238U : 179  el secundario se comprimió más, a costa de algunos neutrones irradiados. Un ejemplo de la utilidad de  10 B puede verse en el hecho de que el dispositivo fallido  Castle Koon   MORGENSTERN  no lo usó en su diseño. Como resultado, el intenso flujo de neutrones de su  RACER IV  primario predetonó la bujía de fisión esférica, que a su vez "cocinó" el combustible de fusión, lo que provocó una compresión deficiente en general. : 317  El bajo peso molecular del plástico no puede hacer implosión de la masa del secundario. Su presión de plasma está confinada en las secciones hervidas del pisón y la caja de radiación para que el material de ninguna de estas dos "paredes" pueda entrar en el canal de radiación que tiene que estar abierto para el tránsito de la radiación.

## Detonación

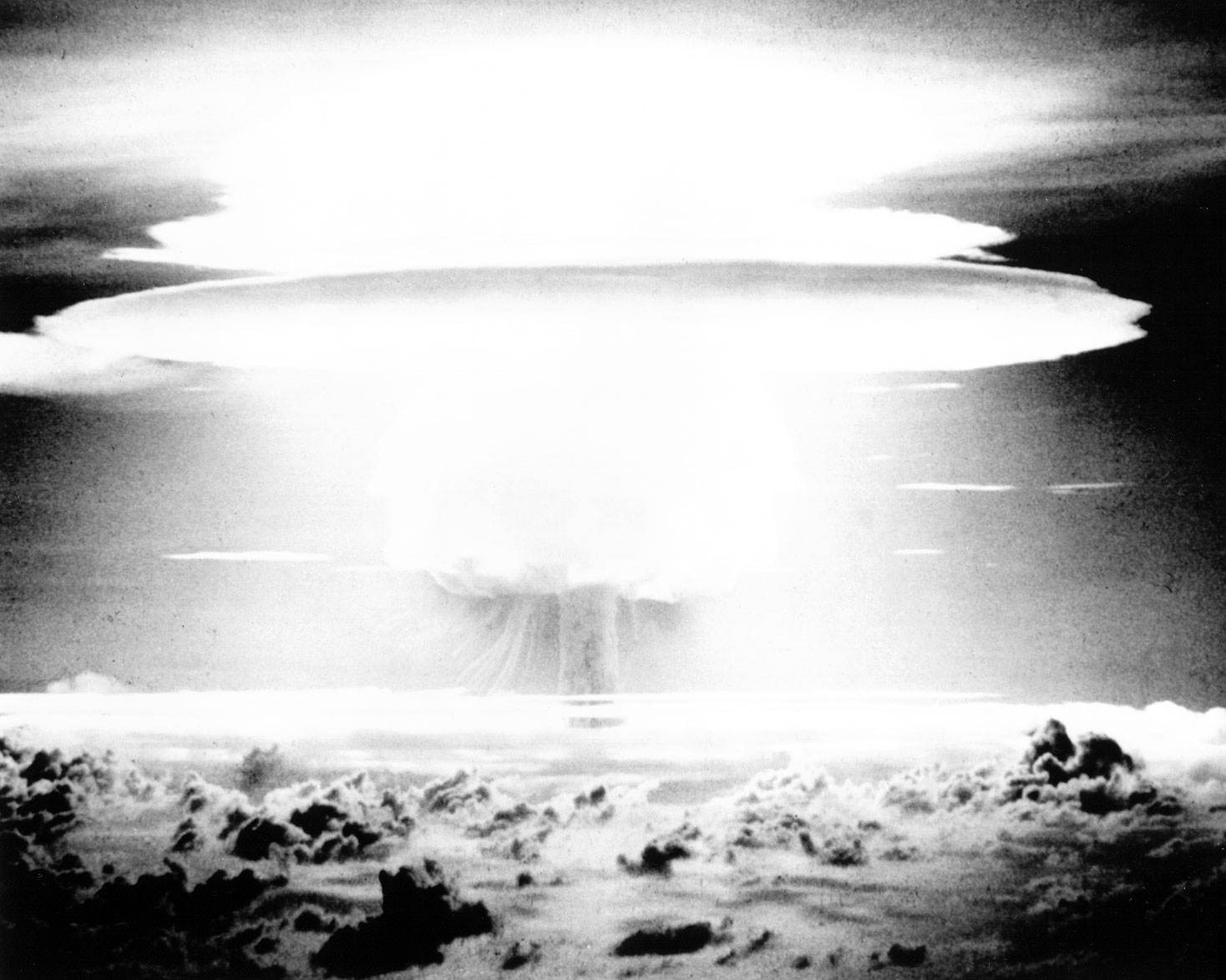
Nube de hongo formada por la Explosión de Castle Bravo.

El dispositivo se montó en una "cabina de tiro" en una isla artificial construida en un arrecife frente a la isla Namu, en Atolón Bikini. Se aplicó una serie considerable de instrumentos de diagnóstico, incluidas cámaras de alta velocidad dirigidas a través de un arco de torres de espejos alrededor de la cabina de tiro.
La detonación tuvo lugar a las 06:45 del 1 de marzo de 1954, hora local (18:45 del 28 de febrero GMT).

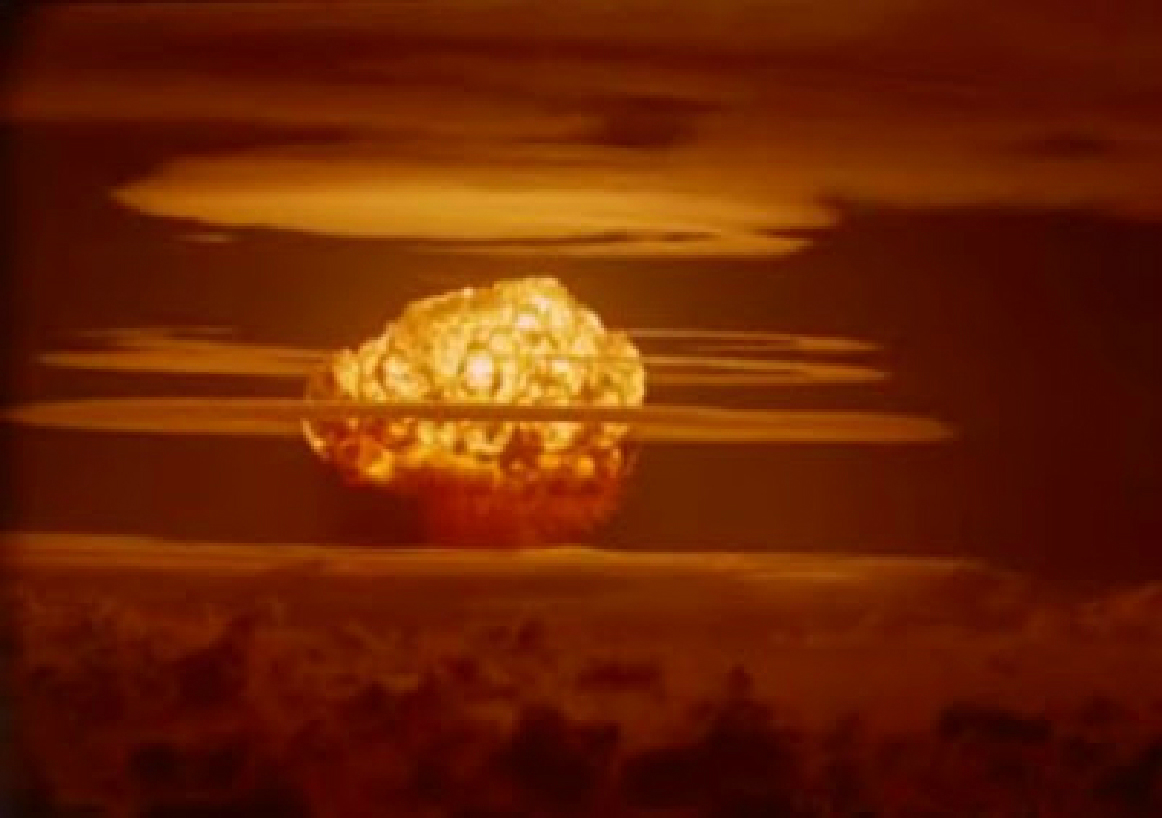
la Nube de hongo del dispositivo de 15 megatones, que muestra múltiples anillos de condensación.

Cuando se detonó Bravo, en un segundo formó una bola de fuego de casi 4,5 millas (7,2 km) de ancho. Esta bola de fuego fue visible en el Atolón Kwajalein a más de 250 millas (402,3 km) de distancia. La explosión dejó un cráter de 6500 pies (1981,2 m) de diámetro y 250 pies (76,2 m) de profundidad. La Nube de hongo alcanzó una altura de 47 000 pies (14 325,6 m) y un diámetro de 7 millas (11,3 km) en aproximadamente un minuto, una altura de 130 000 pies (39,6 km; 39 624 m) y 100 km (62,1 mi; 62,1 mi) de diámetro en menos de 10 minutos y se expandió a más de 360 km/h. Como resultado de la explosión, la nube contaminó más de 7000 millas cuadradas (18 130 km²) del océano Pacífico circundante, incluidas algunas de las pequeñas islas circundantes como Rongerik, Rongelap y Utirik.
En términos de energía liberada (generalmente medida en equivalencia de TNT), "Castle Bravo" era aproximadamente 1.000 veces más poderoso que cada una de las bombas atómicas que fueron lanzadas en Hiroshima y Nagasaki durante la Segunda Guerra Mundial. Castle Bravo es la quinta explosión nuclear más grande de la historia, superada por las pruebas soviéticas de la Tsar Bomba en aproximadamente 50 Mt,  Test 219  en 24,2 Mt, y otras dos pruebas soviéticas de ≈20 Mt en 1962 en Novaya Zemlya.

### Alto Rendimiento
El rendimiento de 15 megatones fue el triple que el de los 5 Mt predichos por sus diseñadores.: 541  La causa del mayor rendimiento fue un error cometido por los diseñadores del dispositivo en el Laboratorio Nacional de Los Álamos. Consideraron que solo el isótopo de litio-6 en el deuteruro de litio secundario era reactivo; Se supuso que el isótopo litio-7, que representa el 60% del contenido de litio, era inerte.: 541  Se esperaba que el isótopo de litio-6 absorbería un neutrón del plutonio de fisión y emitiría una partícula alfa y un tritio en el proceso, de los cuales este último se fusionaría con el deuterio y aumentaría el rendimiento de la manera prevista. De hecho, el litio-6 reaccionó de esta manera.
Se asumió que el litio-7 absorbería un neutrón, produciendo litio-8, que se desintegra (a través de berilio-8) en un par de partículas alfa en una escala de tiempo de casi un segundo, mucho más largo. que la escala de tiempo de la detonación nuclear. Cuando el litio-7 es bombardeado con neutrones energéticos con una energía superior a 2,47 MeV, en lugar de simplemente absorber un neutrón, captura el neutrón y se desintegra casi instantáneamente en una partícula alfa, un tritio núcleo, y otro neutrón. Como resultado, se produjo mucho más tritio de lo esperado, el tritio extra se fusiona con el deuterio y produce un neutrón extra. El neutrón extra producido por la fusión y el neutrón extra liberado directamente por la desintegración del litio-7 produjeron un flujo de neutrones mucho mayor. El resultado fue una fisión mucho mayor del manipulador de uranio y un mayor rendimiento.
Resumiendo, las reacciones que involucran al litio-6 dan como resultado alguna combinación de las dos siguientes reacciones netas::n + 6Li → 3H + 4He + 4.783 MeV
6Li + 2H → 2 4He + 22 373 MeV
Pero cuando el litio-7 está presente, uno también tiene algunas cantidades de las siguientes dos reacciones netas: 7Li + 2.467 MeV → 3H + 4He
7Li + 2H → 2 4He + n + 15 123 MeV
Este combustible adicional resultante (tanto litio-6 como litio-7) contribuyó en gran medida a las reacciones de fusión y la producción de neutrones y de esta manera aumentó en gran medida la salida explosiva del dispositivo. La prueba utilizó litio con un alto porcentaje de litio-7 solo porque el litio-6 era entonces escaso y caro; la prueba posterior "Castle Union" utilizó litio-6 casi puro. Si hubiera estado disponible suficiente litio-6, es posible que no se hubiera descubierto la utilidad del litio-7 común.
El rendimiento inesperadamente alto del dispositivo dañó gravemente muchos de los edificios permanentes en la isla del sitio de control en el lado opuesto del atolón. Se recopilaron pocos de los datos de diagnóstico deseados sobre la detonación; ya que los instrumentos diseñados para transmitir sus datos antes de ser destruidos por la explosión se vaporizaron instantáneamente, mientras que la mayoría de los instrumentos que se esperaban recuperar para el análisis posterior de datos fueron destruidos por la explosión.
Curiosamente, los rayos X que viajaron a través de una tubería de línea de visión (LOS) causaron una pequeña segunda bola de fuego en la estación 1200 con un rendimiento de 1 kt.

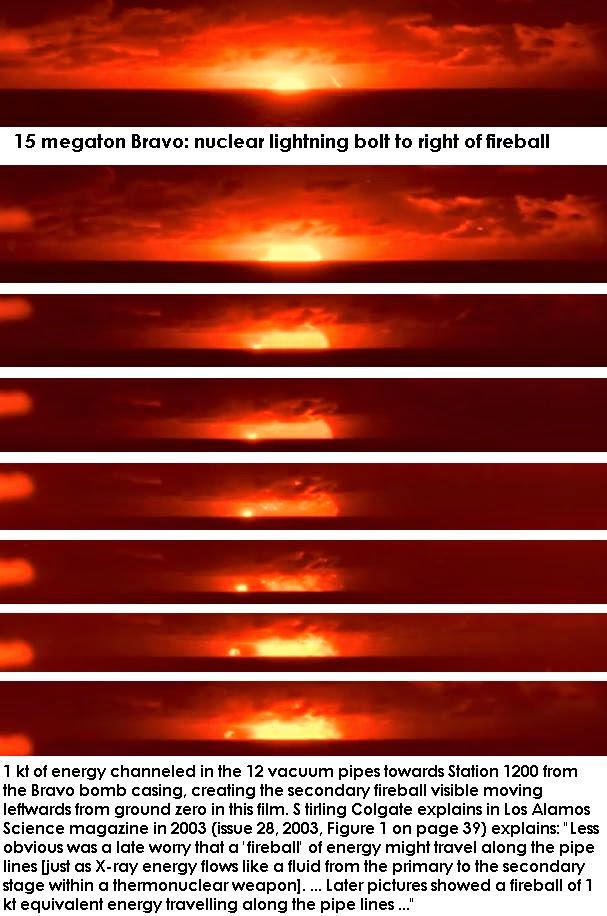
Bola de fuego secundaria de Castle Bravo

## Altos niveles de Lluvia Radiactiva

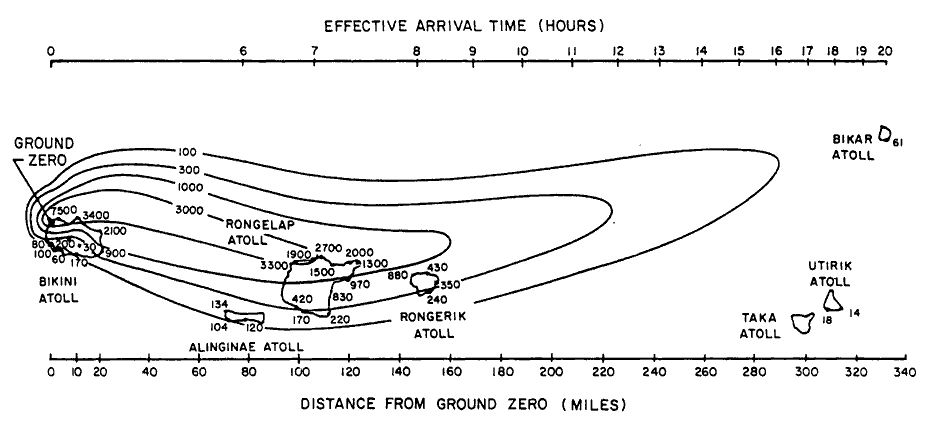
El penacho de lluvia radiactiva Bravo extendió niveles peligrosos de radiactividad sobre un área de más de 100 mi de largo, incluidas las islas habitadas. Las líneas de contorno muestran la radiación acumulada exposición en Roentgens (R) durante las primeras 96 horas después de la prueba. Aunque se ha publicado ampliamente, este mapa de consecuencias no es del todo correcto.

Las reacciones de fisión del manipulador de uranio natural fueron bastante sucias, produciendo una gran cantidad de lluvia radiactiva. Eso, combinado con un rendimiento mayor de lo esperado y un gran cambio de viento, produjo algunas consecuencias muy graves para quienes se encontraban en el rango de la lluvia radiactiva. En la película desclasificada "Operación Castle", el comandante de la fuerza de tarea, el mayor general Percy Clarkson señaló un diagrama que indica que el cambio de viento todavía estaba en el rango de "lluvia radiactiva aceptable", aunque apenas.
La decisión de llevar a cabo la prueba Bravo bajo los vientos dominantes fue tomada por el Dr. Alvin C. Graves, el director Científico de Operation Castle. Graves tenía total autoridad sobre la detonación del arma, por encima de la del comandante militar de la Operación Castillo. Graves aparece en la película ampliamente disponible de la prueba anterior de 1952 "Ivy Mike", que examina las decisiones de última hora. El narrador, el actor occidental Reed Hadley, es filmado a bordo del barco de control en esa película, mostrando la conferencia final. Hadley señala que 20 000 personas viven en el área potencial de las consecuencias. Le pregunta al científico del panel de control si la prueba se puede abortar y le responde que "sí", pero arruinaría todos sus preparativos en la instalación de instrumentos de medición cronometrados. En Mike, la lluvia radiactiva aterrizó correctamente al norte del área habitada pero, en la prueba Bravo de 1954, hubo una gran cantidad de cizalladura del viento, y el viento que soplaba hacia el norte el día anterior a la prueba se desvió constantemente hacia el este. .

### Islas habitadas afectadas

Imágenes de la detonación de la Operación Castle 1954

La lluvia radiactiva se extendió hacia el este sobre los atolones habitados Rongelap y Rongerik, que fueron evacuados 48 horas después de la detonación. En 1957, la Comisión de Energía Atómica (Comisión de Energía Atómica de Estados Unidos) consideró que Rongelap era seguro para regresar y permitió que 82 habitantes regresaran a la isla. A su regreso, descubrieron que sus alimentos básicos anteriores, incluidos el arrurruz, el makmok y el pescado, habían desaparecido o les habían dado a los residentes varias enfermedades. y fueron retirados de nuevo. Finalmente, se contaminaron 15 islas y atolones, y en 1963 los nativos de las Islas Marshall comenzaron a sufrir tumores de tiroides, incluidos 20 de los 29 niños de Rongelap en la época de Bravo, y se informaron muchos defectos de nacimiento. Los isleños recibieron una compensación del gobierno de los Estados Unidos, en relación con la cantidad de contaminación que recibieron, a partir de 1956; en 1995, el Tribunal de Reclamaciones Nucleares informó que había otorgado $ 43,2 millones, casi todo su fondo, a 1.196 reclamantes por 1.311 enfermedades. Un estudio médico, llamado Proyecto 4.1, estudió los efectos de la lluvia radiactiva en los isleños.
Aunque la "pluma" de lluvia radiactiva se desplazó hacia el este, una vez que aterrizó en el agua, fue llevada en varias direcciones por las corrientes oceánicas, incluidos el noroeste y el suroeste.

### Daigo Fukuryū Maru
Un barco de pesca japonés,  Daigo Fukuryū Maru  (Lucky Dragon n.º 5), entró en contacto directo con las consecuencias, lo que provocó que muchos de los tripulantes se enfermaran debido a la radiación. Un miembro murió de una infección secundaria seis meses después después de una exposición aguda a la radiación, y otro tuvo un hijo que nació muerto y deforme. Esto dio lugar a un incidente internacional y reavivó las preocupaciones de los japoneses sobre la radiación, especialmente porque los ciudadanos japoneses se vieron afectados una vez más por las armas nucleares estadounidenses: 542  La posición oficial de Estados Unidos había sido que el aumento en la fuerza de las bombas atómicas no fue acompañado por un crecimiento equivalente en la radiactividad liberada, y negaron que la tripulación se viera afectada por la lluvia radiactiva. Los científicos japoneses que habían recopilado datos del barco pesquero no estaban de acuerdo con esto.
Sir Joseph Rotblat, que trabajaba en St Bartholomew's Hospital, Londres, demostró que la contaminación causada por las consecuencias de la prueba era mucho mayor que la declarada oficialmente. Rotblat dedujo que la bomba tenía tres etapas y mostró que la fase de fisión al final de la explosión aumentó mil veces la cantidad de radiactividad. El artículo de Rotblat fue recogido por los medios de comunicación y la protesta en Japón alcanzó tal nivel que las relaciones diplomáticas se tensaron y el incidente fue incluso apodado por algunos como un "segundo Hiroshima". Sin embargo, los gobiernos de Japón y Estados Unidos llegaron rápidamente a un acuerdo político, con la transferencia a Japón de $ 15,3 millones como compensación. con las víctimas sobrevivientes recibiendo alrededor de ¥ 2 millones cada una ($ 5,550 en 1954, o alrededor de $ 5500. También se acordó que las víctimas no recibirían el estatus de Hibakusha.

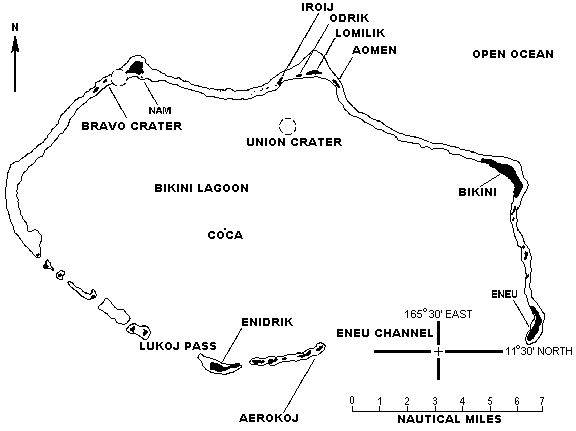
El equipo de disparo del dispositivo estaba ubicado en la isla Enyu, deletreada de forma diversa como isla Eneu, como se muestra aquí

### El personal de prueba de bombas se refugia
La lluvia radiactiva no anticipada y la radiación emitida por ella también afectaron a muchos de los barcos y al personal involucrado en la prueba, en algunos casos forzándolos a entrar en búnkeres durante varias horas. A diferencia de la tripulación del "Lucky Dragon n.º 5", que no anticipó el peligro y, por lo tanto, no se refugió en la bóveda de su barco, ni se abstuvo de inhalar el polvo de lluvia, el equipo que disparó y desencadenó la explosión se refugió de manera segura en su estación de tiro cuando notaron que el viento llevaba la lluvia radiactiva en una dirección inesperada hacia la isla de Enyu en el Atolón Bikini donde estaban ubicados, con el equipo de bomberos refugiándose en su lugar durante varias horas hasta que la radiación exterior decayó a niveles más seguros. 25 R/ h se registraron sobre el búnker.

### Barcos de la Armada de EE. UU. Afectados
El buque cisterna de la Marina de los Estados Unidos USS Patapsco estaba en el Atolón Enewetak a finales de febrero de 1954. USS Patapsco carecía de un sistema de lavado de descontaminación, por lo que se le ordenó el 27 de febrero regresar a Pearl Harbor a la mayor velocidad posible. Una avería en los sistemas de su motor, es decir, una camisa de cilindro agrietada, redujo la velocidad de USS Patapsco a un tercio de su velocidad máxima, y cuando tuvo lugar la detonación de Castle Bravo, todavía estaba a unas 180/ 195 millas náuticas al este de Bikini, dentro del rango de la lluvia radiactiva, que comenzó a aterrizar en el barco a media tarde del 2 de marzo. En ese momento, el USS Patapsco estaba entre 565 y 586 millas náuticas de la zona cero. Al principio se pensó que la lluvia radiactiva era inofensiva y no había detectores de radiación a bordo, por lo que no se tomaron medidas de descontaminación. Las mediciones tomadas después de que el USS Patapsco regresara a Pearl Harbor sugirieron un rango de exposición de 0,18 a 0,62 R / h. Las estimaciones de exposición total oscilan entre 3,3 R y 18 R de radiación, teniendo en cuenta los efectos del lavado natural de la lluvia y las variaciones entre la exposición por encima y por debajo de la cubierta.

### Incidente Internacional
La lluvia radiactiva esparció rastros de material radiactivo hasta Australia, India y Japón, e incluso Estados Unidos y partes de Europa. Aunque se organizó como una prueba secreta, Castle Bravo se convirtió rápidamente en un incidente internacional, lo que provocó pedidos de prohibición de las pruebas atmosféricas de dispositivos termonucleares.
Se estableció una red mundial de estaciones de monitoreo (hoy Sistema Internacional de Vigilancia) para monitorear las consecuencias radiológicas después de la Operación Castle. Aunque los datos meteorológicos eran deficientes, era evidente una conexión general de los patrones de flujo troposférico con la lluvia radiactiva observada. Hubo una tendencia a que la lluvia radiactiva y escombros permanecieran en latitudes tropicales, con incursiones en las regiones templadas asociadas con perturbaciones meteorológicas del flujo predominantemente zonal. Fuera de los trópicos, el suroeste de los Estados Unidos recibió la mayor precipitación total, unas cinco veces la que recibió Japón.
Las partículas de lluvia radiactiva estratosférica de Estroncio-90 de la prueba se capturaron más tarde con filtros de aire transportados por globos utilizados para muestrear el aire en altitudes estratosféricas. La investigación (Proyecto Ashcan) se llevó a cabo para mejorar la comprensión de la estratosfera y los tiempos de precipitación, y llegar a modelos meteorológicos más precisos.
Las consecuencias del "Castle Bravo" y otras pruebas en el atolón también afectaron a los isleños que habían habitado anteriormente el atolón y que regresaron allí algún tiempo después de las pruebas. Esto se debió a la presencia de cesio-137 radiactivo en la leche de coco cultivada localmente. Las plantas y los árboles absorben potasio como parte del proceso biológico normal, pero también absorberán fácilmente cesio si está presente, ya que pertenecen al mismo grupo en la tabla periódica y, por lo tanto, son muy similares químicamente. Se descubrió que los isleños que consumían leche de coco contaminada tenían concentraciones anormalmente altas de cesio en sus cuerpos, por lo que tuvieron que ser evacuados del atolón por segunda vez.
La revista estadounidense Consumer Reports advirtió sobre la contaminación de la leche con estroncio-90.